# Isadore Singer
Isadore Manuel Singer (ur. 3 maja 1924 w Detroit, zm. 11 lutego 2021 w Boxborough) – amerykański matematyk, profesor Wydziału Matematyki Massachusetts Institute of Technology.
Jest znany przede wszystkim z udowodnienia (wspólnie z Michaelem Atiyahem) twierdzenia o indeksie. W roku 2004 został za to wyróżniony Nagrodą Abela.